# 艾拉·蓋塞爾
艾拉·馬丁·蓋塞爾（英語：Ira Martin Gessel，1951年4月9日—）是一名美國數學家，以其在組合數學方面的工作而知名。他是布蘭戴斯大學的長期教職員，居住在麻薩諸塞州阿靈頓。

## 生平
蓋塞爾就讀於哈佛大學，1973年以優異的成績畢業。他在1972年與亞瑟·魯賓和大衛·沃根一起成為普特南研究員。
蓋塞爾在麻省理工學院獲得博士學位，是理查德·P·斯坦利的第一個學生，隨後他在IBM沃森研究中心和麻省理工學院做博士後研究。之後他於1984年加入布蘭戴斯大學大學任職。他在1990年晉升為數學和計算機科學教授，1996年至1998年成為主任，2015年成為榮譽教授。
蓋塞爾對組合計數和代數組合學貢獻良多。他在1984年發明擬對稱函數，並在拉格朗日逆定理方面做了基礎性工作。截至2017年，蓋塞爾是27名博士生的導師。
蓋塞爾在2012年的首屆會議上獲選為美國數學學會會士。自2015年起，他是《數學函數數位圖書館》的副編輯。

## 蓋塞爾晶格路徑猜想
蓋塞爾對組合數學中一個被稱為晶格行走的領域做出了重大貢獻，這種行走通常發生在整數晶格上，有時只限於第一象限。遊走是一種從原點開始並返回原點的格子行走。在第一象限的晶格遊走有四個可能的步驟，即向上、向下、東北和西南，現在被稱為蓋塞爾遊走。
2001年，蓋塞爾根據經驗指出並猜想，{\displaystyle 2n} 步蓋塞爾偏移的數量承認一個簡單的超幾何閉合形式。這個封閉形式的計數函數方程被稱為蓋塞爾的晶格路徑猜想。曼努埃爾·考斯（Manuel Kauers）、克里斯多弗·庫茨坎（Christoph Koutschan）和多倫·澤爾伯格（Doron Zeilberger）對蓋塞爾猜想的計算機輔助證明於2009年發表。
2022年，亞林·波斯坦（Alin Bostan）、伊琳娜·庫爾科娃（Irina Kurkova）和基里安·拉舍爾（Kilian Raschel）被授予美國數學學會的大衛·P·羅賓斯獎，以表彰其在2017年共同發表的論文《蓋瑟爾晶格路徑猜想的人類證明》。

## 政治活動
1970年，艾拉·蓋塞爾在讀高中時和他的兄弟麥可·蓋塞爾（Michael Gessel）成立了一個草根政治組織，致力於終止美國的付費廁所。該運動獲得很大的成功，並於1976年解散。

## 外部連結
- 艾拉·蓋塞爾 （页面存档备份，存于）的個人網頁
- 艾拉·蓋塞爾的LinkedIn页面